# Viburnum tinus
El durillo (Viburnum tinus) es una especie de planta fanerógama de la familia de las adoxáceas.

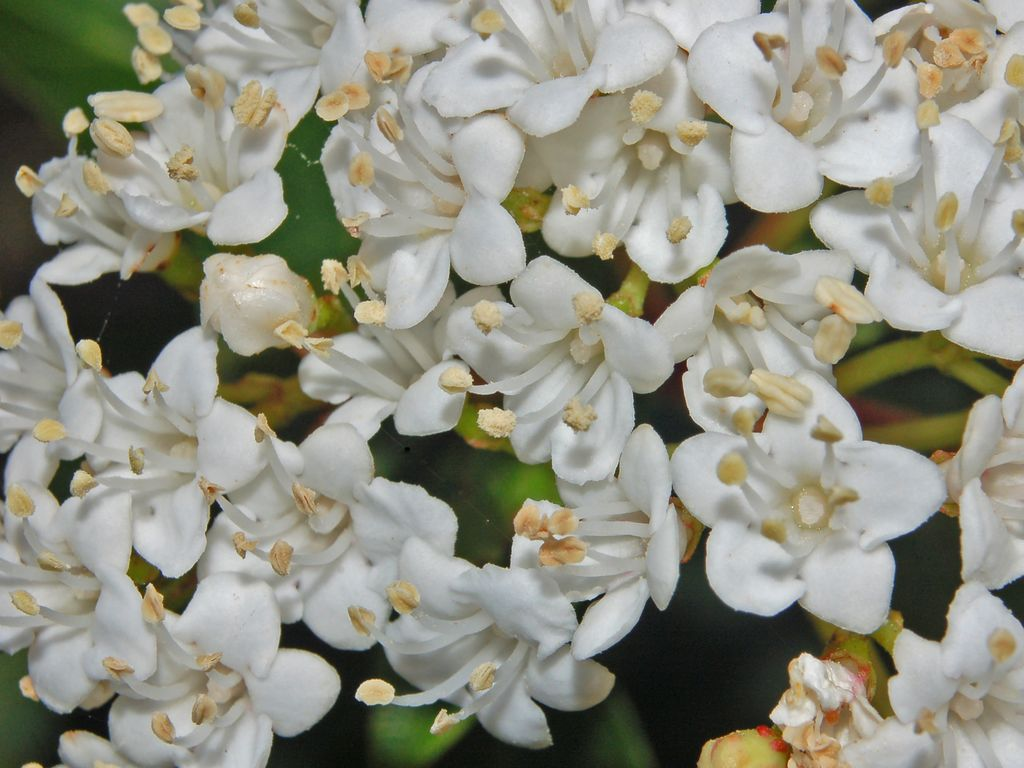
Flores, detalle.

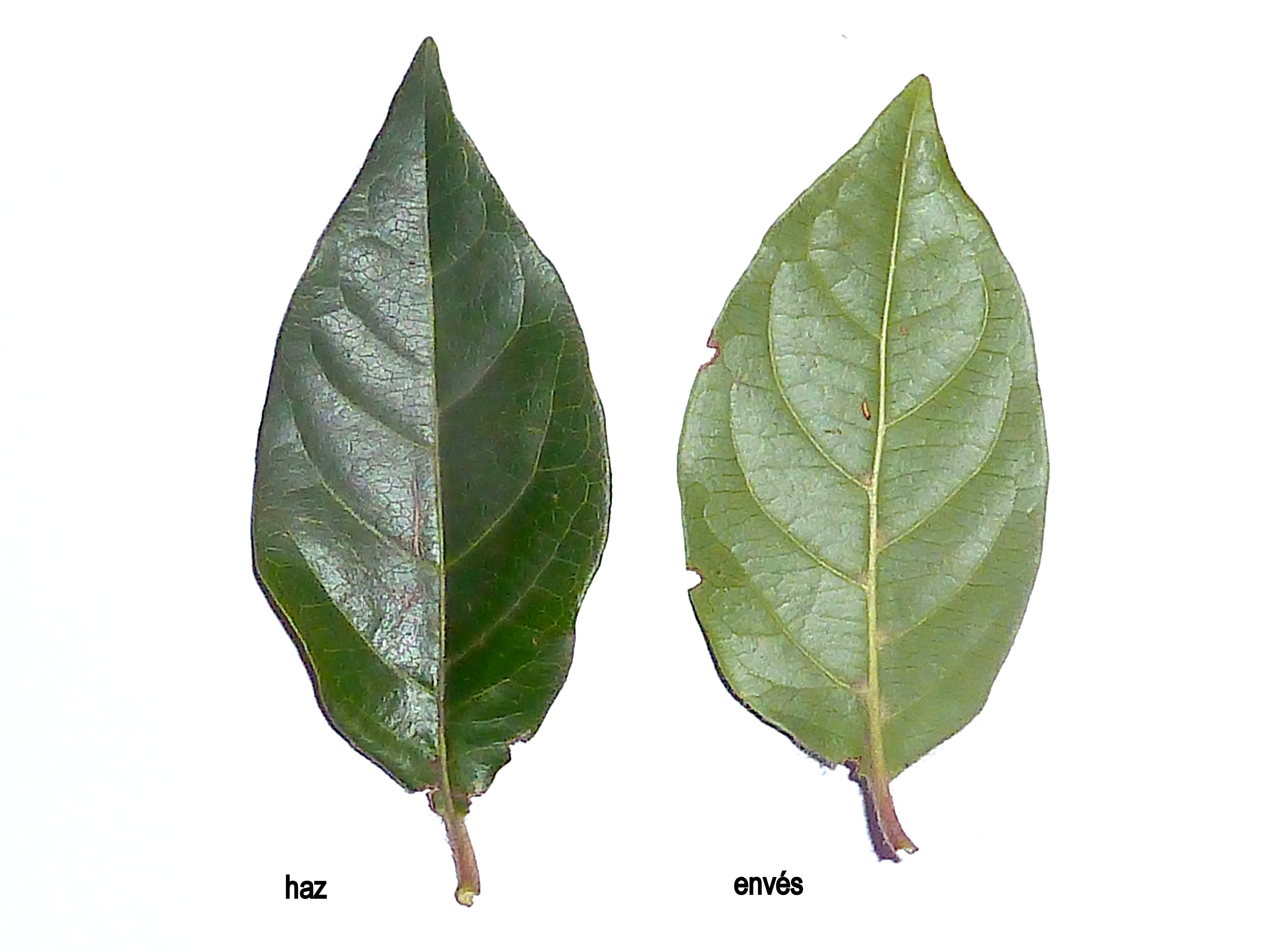
Hojas, haz y envés.

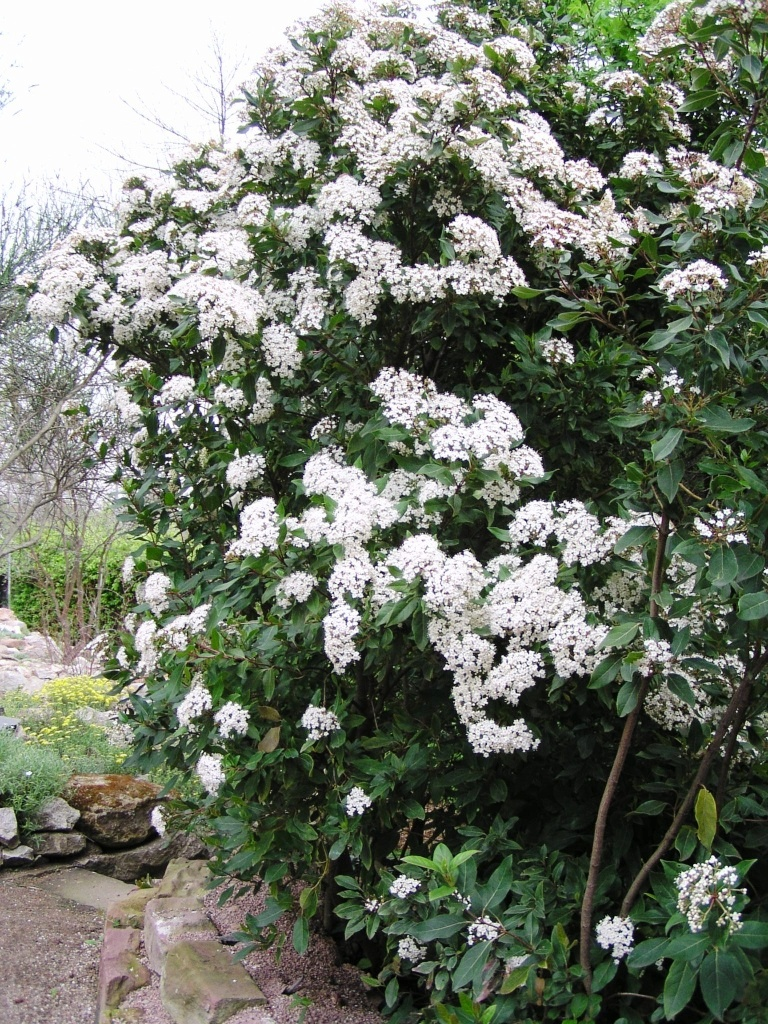
Vista general en floración.

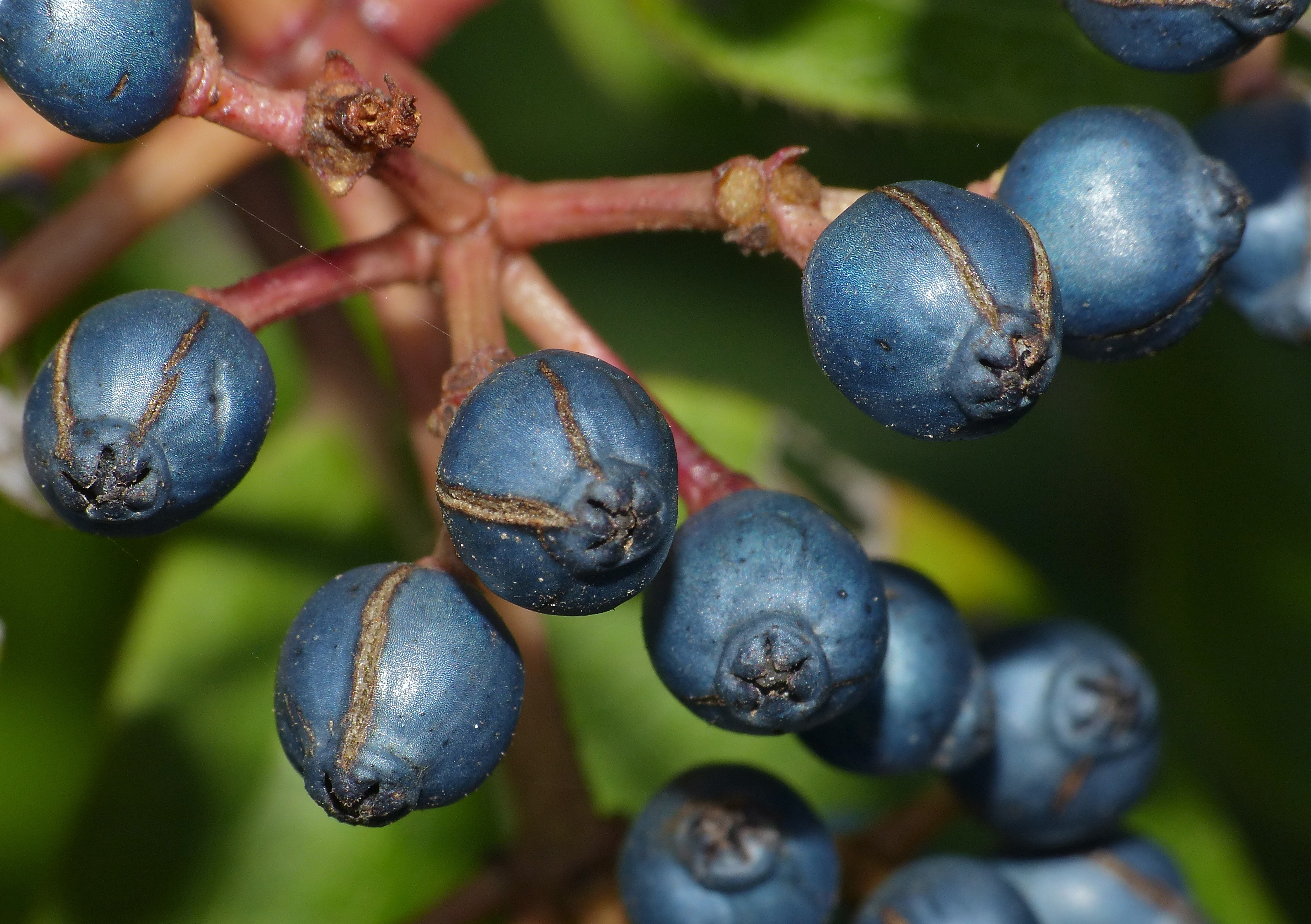
Frutos in situ.

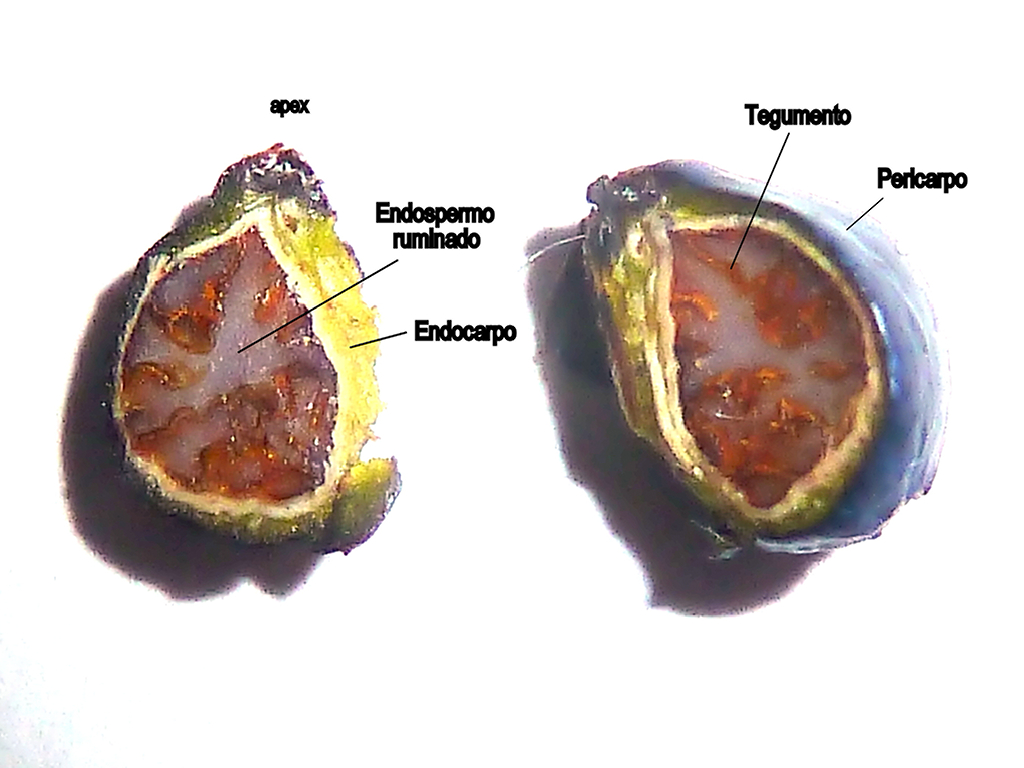
Fruto drupáceo, corte longitudinal con sus componentes

## Descripción
Es un arbusto que puede crecer como un pequeño árbol de hasta 7 m de altura. Tiene hojas opuestas, pecioladas perennes, de 3-12 por 3-7 cm, ovado-elípticas, brillantes por el haz, rugosas y más claras por el envés y con el nervio principal peludo de los 2 lados; el margen de las hojas es entero y frecuentemente ciliado. Las flores, actinomorfas pentameras y hermafroditas se encuentran agrupadas en inflorescencias umbeliformes con 5-8 radios. El cáliz es persistente en la fructificación y la corola, de 7-10 mm de diámetro, es blanca o rosada. Tienen un estilo corto con el estigma trilobado y el ovario es trilocular, con una sola cavida fértil y deriva en un fruto drupáceo piriforme de 6-10 por 4,5-6,5 mm, con pericarpo de color azul-violáceo metálico oscuro y con un solo pireno. Dicha drupa tiene el endocarpo coriáceo blanquecino rodeando una única semilla constituida por un abundante endospermo ruminado envuelto por un tegumento íntimamente pegado a este último y al endocarpo.

## Hábitat y distribución
Se distribuye por la región mediterránea. En España se encuentra en Cataluña, Castellón, Islas Baleares, Valencia, Región de Murcia, Canarias, Aragón y Andalucía principalmente en maquias y bosques de encinares. Además se encuentra en las umbrías de la provincia de Cáceres: Parque nacional de Monfragüe o junto a los arroyos de montaña de los valles protegidos de la ladera sur occidental del Sistema Central como son Las Hurdes, en la misma provincia extremeña, y en los mismos hábitats en las provincias de Salamanca (Las Batuecas) y Badajoz. También se encuentra en jardines. Es una planta de zonas sombrías y húmedas, propia de los encinares o de zonas donde han existido estos árboles; en Mallorca sin ser rara tampoco es muy frecuente. En Menorca e Ibiza es muy rara. En Canarias se le suele encontrar en los bosques de laurisilva. En Huesca, en el parque natural de la Sierra y Cañones de Guara.

## Propiedades
Tiene propiedades medicinales. Los principios activos son la viburnina y los taninos. Los taninos pueden provocar molestias estomacales. Las hojas en infusión tienen propiedades febrífugas (baja la fiebre), antifebril, antipirético, apirético. Los frutos se han utilizado como purgantes contra el estreñimiento. La tintura de durillo se está utilizando últimamente en fitoterapia como un remedio contra la depresión.[cita requerida]

## Taxonomía
Viburnum tinus fue descrita por Carlos Linneo y publicado en Species Plantarum, vol. 1, p. 267, 1753.
Etimología
Viburnum: nombre genérico del nombre clásico latino de una especie de este género, Viburnum lantana, llamada el "árbol caminante".
tinus: epíteto latín que denominaba a la especie en tiempos romanos.
sinonimia
- Viburnum rigidum Vent.
- Viburnum rugosum Pers.
- Viburnum strictum Link
- Viburnum tinus subsp. rigidum (Vent.) P.Silva
- Viburnum tinus subsp. subcordatum (Trel.) P.Silva
- Viburnum tinus subsp. tinus L.[6]
- Viburnum tinus var. hirtum Aiton
- Tinus lucidus J.Presl
- Tinus lauriformis J.Presl
- Tinus laurifolius Borkh. in Roem.
- Viburnum lauriforme Lam.
- Viburnum hyemale Salisb.[7]

## Nombres comunes
Ahojillado, barbadija, barbahija, barbaija, barbaíja, barbalija, barbarija, barbarijo, barbeicha, cornejo macho, duraznilla, duraznillo, durazno, durillera, durillo, guiyombo, laurel de Alejandría, laurel de nudos, laurel de Orlando, laurel de poetas, laurel follado, laurel salvaje, lila del campo, orillera, sanguillo, sargatillo, sauquillo, tino, uvas de perro, vara de durillo, zapatillas. En Canarias se le denomina follao. En Catalán se le conoce como marfull.